# Датская Википедия
Да́тская Википе́дия (дат. Dansk Wikipedia) — раздел Википедии на датском языке.
Датский язык похож на норвежский и шведский языки, поэтому владеющие этими языками без труда понимают тексты из датской Википедии, а датчане — тексты норвежских и шведской. Датская Википедия сотрудничает с другими скандинавскими разделами через раздел Skanwiki Метавики сайта Викимедии. Одним из эффектов этого сотрудничества является совместное использование избранных статей различными Википедиями.
В датской Википедии запрещена загрузка файлов на условиях добросовестного использования (fair use).

## Статистика
По состоянию на 19 марта 2025 года датский раздел Википедии содержит 307 337 статей, занимая по этому показателю 39-е место среди всех языковых разделов. Зарегистрировано 508 167 участника, из них 2075 совершили какое-либо действие за последние 30 дней, 26 участников имеют статус администратора. Общее число правок составляет 11 969 601.

## История
Создана 1 февраля 2002 года.
- 18 мая 2008 года — 86 230 статей.
- 5 марта 2009 года — 104 181 статья.
- 3 июня 2011 года — 150 547 статей.
- 16 февраля 2013 года — 175 128 статей.
- 11 июня 2015 года — 200 000 статей.